# Marín, Pontevedra
Marín là một đô thị trong tỉnh Pontevedra, Galicia, Tây Ban Nha.